# Ex Deo
Ex Deo är ett symfoniskt death metal-band, startat år 2008 i Montréal (Kanada), av sångaren Maurizio Iacono (Kataklysm). 2009 släpper bandet sitt debutalbum Romulus, via skivbolaget Nuclear Blast. Deras låttexter handlar speciellt om Romerska Imperiet.

## Medlemmar
Nuvarande medlemmar
- Maurizio Iacono – sång (2008–2014, 2015– )
- Dano Apekian – basgitarr (2009–2014, 2015– )
- Jean-François Dagenais – gitarr (2009–2014, 2015– )
- Stéphane Barbe – gitarr (2009–2014, 2015– )
- James Payne – trummor (2024– )

Tidigare medlemmar
- François Mongrain – basgitarr (2009)
- Max Duhamel – trummor (2009–2014)
- Olivier Beaudoin – trummor (2015–2024)

Turnerande medlemmar
- Dano Apekian – basgitarr (2009)

Bidragande musiker (studio)
- Jonathan Lefrancois-Leduc – keyboard (2009, 2012)
- Obsidian C. (Arnt Obsidian Grønbech) – gitarr (2009)
- Karl Sanders – gitarr (2009)
- Nergal (Adam Michael Darski) – sång (2009)
- Mariangela Demurtas – sopransång (2012)
- Stefan Fiori – sång (2012)
- Seth Siro Anton – sång (2012)
- Francesco Artusato – gitarr (2012)

## Diskografi
Studioalbum
- Romulus (2009)
- Caligvla (2012)
- The Immortal Wars (2017)

EPr
- Year Of The Four Emperors (2025)

Singlar
- Romulus (2009)

Annat
- Romulus / Cruise Ship Terror (2009) (delad EP: Ex Deo / Swashbuckle)